# Občina Selnica ob Dravi
Občina Selnica ob Dravi je ena od občin v Republiki Sloveniji.

## Naselja v občini
Črešnjevec ob Dravi, Fala, Gradišče na Kozjaku, Janževa Gora, Selnica ob Dravi, Spodnja Selnica, Spodnji Boč, Spodnji Slemen, Sv. Duh na Ostrem Vrhu, Veliki Boč, Vurmat, Zgornja Selnica, Zgornji Boč, Zgornji Slemen